# 寨桑武
寨桑武（1598年—1625年），又作齋桑古，后金宗室，舒尔哈齐第五子，努尔哈赤的侄子。
万历二十六年（1598年）七月十一日寅时生，母亲是舒尔哈齐四娶福晋瓜尔佳氏，索尔和之女。他在努尔哈赤时期，是議政貝勒。天命十年（1625年）五月二十九日辰时，寨桑武卒，时年二十八岁。顺治五年（1648年）追封和惠贝勒。

## 子孙
- 子：洛託
  - 孙：琶帕，洛託长子
    - 扬岱，琶帕子
      - 威范，扬岱子

  - 孙：巴克均，洛託次子
    - 伯尔图，巴克均次子

  - 孙：富达礼，洛託第七子